# Illustrious (Schiff, 1898)
Die HMS Illustrious war ein Einheitslinienschiff (engl. pre-dreadnought) der Majestic-Klasse, das in den 1890er-Jahren für die Royal Navy gebaut wurde.

## Geschichte
Die Illustrious wurde am 11. März 1895 in Chatham auf Kiel gelegt, am 17. September 1896 vom Stapel gelassen und am 15. April 1898 für den Einsatz in der Reserveflotte in Chatham unter dem Kommando von Kapitän Richard Poore in Dienst gestellt. Von August bis September 1898 gehörte sie zu einem internationalen Geschwader aus Schiffen der österreichischen Marine, der französischen Marine, der kaiserlichen Marine, der italienischen Marine (Regia Marina), der kaiserlichen russischen Marine und der Royal Navy, die in den Aufstand der griechischen Christen gegen die Herrschaft des Osmanischen Reiches auf Kreta (1897–1898) eingriffen. Im Februar 1900 übernahm Kapitän Frank Finnis das Kommando, und 1901 wurde das Schiff auf Malta überholt. Am 24. März 1902 wurde Kapitän Francis John Foley zum Kommandanten ernannt, und im Juli 1904 wurde sie zur Kanalflotte abkommandiert. Im Rahmen der Umstrukturierung der Flotte vom Januar 1905 wurde die Illustrious Teil der in Atlantic Fleet umbenannten Kanalflotte. Am 14. September 1905 wurde sie in Chatham für eine Überholung ausgemustert und am 14. März nach ihrer Wiederindienststellung der neu etablierten Kanalflotte zugewiesen. Am 13. Juni 1906 kollidierte sie in dichtem Nebel mit dem Schoner Christa. Mit dem Ende ihrer Dienstzeit in der Kanalflotte wurde sie am 1. Juni 1908 in Chatham ausgemustert und am 2. Juni der Portsmouth Division in der neu geschaffenen Home Fleet zugeteilt. Am 22. März 1909 kollidierte sie im Hafen von Portsmouth mit der Amethyst, erlitt jedoch keinen Schaden. Etwa sechs Monate später kam es am 21. August zu einem weiteren Unfall, als sie in der Babbacombe-Bucht vor Devon auf ein Riff auflief und schwere Schäden an ihrem Rumpf erlitt. Ab dem 2. Juli 1912 diente sie in den alljährlichen Manövern als Flaggschiff unter dem Kommando von Vizeadmiral Henry. B Jackson.

### Erster Weltkrieg
Beim Beginn des Krieges gehörten die Schiffe der Majestic-Klasse zu den ältesten im Bestand der Royal Navy und nahmen daher nicht an der Testmobilmachung im Juli 1914 teil. Zunächst war geplant, die Besatzung der Illustrious für das neue Schlachtschiff HMS Erin zu nutzen, doch stattdessen wurde sie ab 23. August als Wachschiff für die Grand Fleet am Loch Ewe, Loch Na-Keal am Tyne und am Humber eingesetzt.
Am 26. November 1915 wurde sie in Grimsby ausgemustert, wo ihre Bewaffnung entfernt und sie für Hilfsdienste im Hafen eingesetzt wurde. Im August wurde sie nach Chatham abkommandiert, wo sie zunächst als Überlaufschiff eingesetzt und ab dem 20. November als Depotschiff genutzt wurde. Am 21. April wurde das Schiff endgültig abgemustert, am 24. März von der Marineliste gestrichen und am 18. Juni an T.W. Ward & Co zum Abwracken verkauft.

## Technik

### Schiffsmaße
Die Illustrious hatte eine Länge von 128 m, eine Breite von 23 m und einen Tiefgang von 8,20 m. Sie verdrängte zwischen 15.220 t und 17.882 t. Das Schiffe hatte einen Freibord von 7,60 m vorn, 5,26 m mittschiffs und 5,64 m achtern. Der Rumpf bestand aus 78 wasserdichten Abteilungen. Das Schiff hatte einen doppelten Boden und war mit zwei Masten ausgestattet.

### Antrieb
Der Antrieb bestand aus zwei Dreizylinder-Verbunddampfmaschinen, die jeweils eine Welle antrieben und insgesamt 10.000 Shp (7.500 kW) entwickelten, mit der sie eine Höchstgeschwindigkeit von 16 Knoten (30 km/h) erreichten. Der Dampf wurde von acht Großwasserraumkesseln geliefert. Das Schiff konnte maximal 1.930 t Kohle oder 508 t Heizöl mitführen, was ihm bei 10 Knoten (19 km/h) eine Reichweite von 7.000 Seemeilen (12.964 km) ermöglichte. Die Besatzung bestand aus 672 Offizieren plus Mannschaft.

### Bewaffnung

#### Hauptbewaffnung
Die Hauptbewaffnung bestand aus vier 305-mm-Hinterladerkanonen in zwei Geschütztürmen, einer vorn und einer achtern. Die Geschütze waren auf 187 t schweren Lafetten mit einem Seitenrichtbereich von −150 bis +150 Grad montiert. Die Kanonen selbst wogen 47 t und hatten bei einer maximalen Elevation von 13,5° und einer Mündungsgeschwindigkeit von 716 m/s eine Reichweite von 13.590 m. Sie verschossen 386 kg schwere Granaten mit einer Kadenz von etwa zwei Schuss pro Minute.

#### Sekundärbewaffnung
Die Sekundärbewaffnung bestand aus zwölf 152-mm-Geschützen. Sie waren in Kasematten in zwei Geschützdecks mittschiffs untergebracht. Die Geschütze waren auf Lafetten mit einem Seitenrichtbereich von +30° bis +150° montiert. Die Kanonen selbst wogen 2,2 t und hatten bei einer maximalen Elevation von 20° und einer Mündungsgeschwindigkeit von 544 m/s eine Reichweite von 9.050 m. Sie verschossen 20,4 kg schwere Granaten mit einer Kadenz von etwa fünf bis sechs Schuss pro Minute.  Außerdem trug sie sechzehn 76-mm- und zwölf 47-mm-Schnellfeuergeschütze zur Verteidigung gegen Torpedoboote. Darüber hinaus war sie mit fünf 457-mm-Torpedorohren ausgestattet, von denen vier auf der Breitseite im Schiffsrumpf eingelassen waren und das fünfte sich in einer auf dem Deck montierten Abschussvorrichtung am Heck befand.

### Panzerung
Der Panzergürtel bestand aus 229 mm Harvey-Stahl. Er erstreckte sich über eine Länge von 67 m entlang des Rumpfes und bedeckte die Seite des Schiffes bis 1,68 m oberhalb und 2,90 m unterhalb der Wasserlinie. Der Gürtel war über die Barbetten durch ein 356 mm dickes Querschott vorn und ein 304 mm dickes Schott achtern verbunden. Das gepanzerte Deck, das sich zum Bug und zum Heck hin auf 64 mm reduzierte, war in der Mitte 76 mm dick und hatte 102 mm dicke abgeschrägte Seiten, die an die Unterkante der Gürtelpanzerung anschlossen. Diese Anordnung sorgte dafür, dass jede Granate, die den Gürtel durchschlug, auch das Deck durchdringen musste, bevor sie die Hauptteile des Schiffes erreichen konnte. Die Barbetten waren oberhalb des gepanzerten Decks mit 355 mm Panzerung geschützt und unterhalb mit 178 mm. Die Geschütztürme der 305-mm-Geschütze waren an der Front 254 mm und an den Seiten 140 mm dick. Auf der Rückseite hatte die Panzerung 100 mm und auf dem Dach eine Stärke von 50 mm. Die Kasematten der 152-mm-Geschütze waren an der Front 152 mm und an den Seiten 50 mm stark. Das hintere Torpedorohr war mit einem 152 dicken Mantel abgedeckt. Der vordere Kommandoturm war vorne und an den Seiten mit 355-mm- und auf der Rückseite mit 254-mm-Panzerplatten geschützt. Der hintere Kommandoturm war rundherum mit 76 mm Panzerung versehen.